# Никитина, Тамара Никифоровна
Тамара Никифоровна Никитина (11 марта 1929 г., Ленинград — 27 ноября 2015 г., Санкт-Петербург) — советский российский востоковед, китаевед, доктор филологических наук, профессор кафедры филологии Китая, Кореи и Юго-Восточной Азии восточного факультета Санкт-Петербургского государственного университета.

## Биография
Родилась 11 марта 1929 года в Ленинграде. Отец, рабочий завода «Красный треугольник», был отправлен на учёбу в Институт живых восточных языков им. А. С. Енукидзе, работал на Китайско-Восточной железной дороге, был репрессирован. Во время войны семья оставалась в Ленинграде. Т. Н. Никитина участвовала в сельхозработах, была награждена медалью «За оборону Ленинграда».
В 1948 году поступила на истфак Ленинградского государственного университета. В 1949 году перевелась на кафедру истории стран Дальнего Востока, затем на кафедру китайской филологии восточного факультета. Поступила в аспирантуру ЛГУ. В 1956—1959 годах преподавала русский язык китайским студентам Ленинградского военно-механического института. В 1958 году была защищена кандидатская диссертация «Способы образования сложноподчинённого предложения в древнекитайском языке». С 1958 года занималась машинным переводом в качестве сотрудника экспериментальной лаборатории при Вычислительном центре НИИ математики и механики имени академика В. И. Смирнова ЛГУ. Входила в группу типологических исследований при ЛО Института языкознания АН СССР под руководством проф. А. А. Холодовича. Участвовала в переводе «Очерков грамматики китайского языка» Люй Шусяна.
В 1969 году стала ассистентом кафедры китайской филологии, в 1972 — доцентом, в 1989 — профессором. В 1972—1973 годах — стажёр Наньянского университета (Сингапур).
В 1987 году была защищена докторская диссертация «Синтаксический строй древнекитайского языка».
В течение ряда лет читала лекции по грамматике древнекитайского языка, вела спецкурсы «Язык Сыма Цяня», «Особенности грамматики публицистического текста на китайском языке», семинар по чтению и комментированию древних медицинских текстов.

## Научная деятельность
В область научных интересов входили семантика и синтаксис современного и древнекитайского языка. Эта проблематика представлена уже в кандидатской диссертации «Способы образования сложноподчинённого предложения в древнекитайском языке» (1958), продолжена в ряде статей, монографий и в докторской диссертации «Синтаксический строй древнекитайского языка» (1987).
Ряд публикаций имел практическое назначение и статус учебных пособий. Пособие «Грамматика китайского публицистического текста» (2007) исследует особенности грамматики публицистических и научных текстов на китайском языке. Грамматика этих текстов сильно отличается от грамматики разговорного языка и художественной литературы. Поскольку китайский является изолирующим языком почти без морфологии, автор вводит модель «грамматики зависимостей», опирающуюся на синтаксическую семантику.
Научные идеи Т. Н. Никитиной развивают положения А. М. Пешковского, А. А. Драгунова, С. Е. Яхонтова, А. А. Холодовича, А. С. Хорнби, Г. Габеленца.

## Основные работы
- Конструкции с двумя глаголами в современном китайском языке // Исследования по китайскому языку. М., 1973. С. 117—137. (в соавт. с Н. А. Спешневым)
- Грамматика древнекитайских текстов: Синтаксические структуры. Учебное пособие. Л.: ЛГУ, 1982. 132 с.
- Грамматика древнекитайских текстов: Конструкции с особыми глаголами и прилагательными. Необычные функции знаменательных слов. Служебные слова. Структура текста. Учебное пособие. Л.: ЛГУ, 1982. 148 с.
- Хрестоматия по древнекитайскому языку. Л.: ЛГУ, 1982. 146 с.
- Особенности языка Сыма Цяня (Новые служебные слова. Сдвиги в значении и употреблении некоторых знаменательных слов) // Востоковедение (филологические исследования). Вып. 12. СПб., 1986. С. 59-69.
- Особенности языка Сыма Цяня (лексика) // Востоковедение (филологические исследования). Вып. 15. СПб., 1989. С. 62-71[2].
- Грамматика древнекитайских текстов. Учебное пособие. М.: АСТ, Восток-Запад, 2005. 311 с.
- Грамматика китайского публицистического текста. Учебное пособие. СПб.: КАРО, 2007. 222 с.
- Словарь древнекитайских иероглифов: С приложением словаря наиболее частотных омографов, встречающихся в древнекитайском тексте / сост. Е. Г. Иванова, ост. В. В. Бортко, В. П. Зайцев, Е. Б. Кондратьева, Т. Н. Никитина / науч. ред. Т. Н. Никитина, В. П. Зайцев. СПб.: КАРО, 2009. 344 с.
- Болтач Ю. В. Ханмун: Вводный курс / Научный редактор Т. Н. Никитина. СПб.: Гиперион, 2013. 336 с[4].

## Награды
- Медаль «За оборону Ленинграда»